# Ормизд IV
Ормизд IV — царь царей (шахиншах) Ирана в 579 —590 годах из династии Сасанидов.

## Биография

### Борьба со знатью
Сын Хосрова Ануширвана и тюркской царевны (Факим, Какам, Тукум у различных историков), Ормизд IV был потомком двух великих правителей — Хосрова Ануширвана и ябгу-кагана Истеми. Однако страх и ненависть персов перед тюрками мешали Ормизду, и Фирдоуси пишет, что многие приближённые Хосрова были против того, чтобы он стал шахом:
Сын тюрка не должен царить нипочём,
Никто его видеть не хочет царём!
Отродье хаканово, семя в нём зла,
И видом — как та, что его родила.
Вступив на престол после смерти отца в 579 году, Ормизд IV продолжил политику своего деда и отца, но если Кавад сумел в борьбе со старой знатью использовать народное движение, если Хосров сумел подчинить её себе, запугав призраком господства маздакитов, то Ормизд оказался в более тяжёлом положении. Ему не на кого было опереться. Знать считала маздакизм разгромленным, а народ усмирённым, и поэтому опять подняла голову. Ормизд пытался опереться, как некогда Йездегерд I, на христианское население страны, но продолжавшаяся, несмотря на переговоры, война с Византией мешала ему в этом. Источники говорят о репрессиях Ормизда IV против знати и зороастрийского духовенства.

«В начале весны, попав в сети болезни, должен был окончить дни земной своей жизни персидский царь Хосров, назначив преемником своего сына Хормизда, человека столь тяжёлого характера, что он превзошёл даже безбожный нрав своего отца. Склонный к насилиям, он был ненасытен в своей жадности к стяжанию и ни в чём не считал нужным держаться справедливости; он радовался обману и упивался ложью; не к миру, а к войне стремился он всем своим сердцем. Для своих подданных был он самым суровым владыкой; одних из наиболее могущественных он на вечные времена подверг наказанию кандалами и цепями, других казнил мечом; иных разослал по болотистым местностям Тигра, а эта река (это было хорошо всем известно) несёт явную гибель тем, кого царь посылал сюда на смерть. Говорят, что магами было предсказано Хормизду, что против него восстанут подданные, что он лишится власти и с позором потеряет кормило и своей жизни, и своего царства… Вследствие этого Хормизд обратил свой меч и на простой народ и в страхе перед будущим погубил многие его тысячи. Этим он возбудил против себя неисчерпаемую ненависть со стороны своих подданных. Он на десятую часть уменьшил и выдачи воинам, заставляя в то же время войско подвергаться великим опасностям, с той целью, чтобы, уничтожив вавилонское (то есть персидское) войско, самому владеть царским троном, не подверженным угрозам мятежей и восстаний».
Ат-Табари подтверждает сообщение Феофилакта Симокатты о мерах Ормизда, направленных против привилегированных сословий, и называет количество казнённых — 3600 человек. Многие знатные персы отправлялись по ложному обвинению в темницы, где осуждённых кормили хлебом, смешанным с песком или известью, и поили плохой водой, от чего те быстро умирали. Об «испортившемся» нраве шаха и казнях среди знати, включая верховного мобеда, повествует и Фирдоуси. Имеются сообщения христианских авторов о том, что Ормизд будто бы даже то ли ослепил, то ли приказал казнить одного или нескольких своих братьев.

### Отношение к простолюдинам
Восточные историки, говоря о преследованиях знати, не подтверждают слова Симокатты о репрессиях против простого народа. Ат-Табари повествует:

«Ормузд, сын Хосроя, был человеком хорошо образованным, стремился благодетельствовать слабым и бедным, а знатных притеснял. За это последние относились к нему враждебно и ненавидели его; он в душе так же относился к ним, но когда ему на голову возложили венец, к нему собрались знатные люди его царства и наперерыв желали ему счастья и выражали благодарность его родителю, а он обещал им всякие блага. На самом же деле он задался целью быть справедливым к своим подданным, а в отношении вельмож был жесток за то, что они угнетали простой народ. Его справедливость была так велика, что, имея обычай отправляться на лето в Мах (Мидию), он во время этих своих поездок повелевал объявлять в своём войске и среди тех, кто находились в его лагере, чтобы они бережно относились к посевам и в этом отношении не наносили ущерба ни одному из дихканов и чтобы они удерживали также своих лошадей, не позволяя им портить посевы. Он поручил специальному человеку наблюдение за тем, что в этом отношении будет происходить в его войске, и ему же поручил подвергать наказаниям преступивших его приказ. Его сын Хосрой находился при нём в войске, и один из его коней отбился от него, попал в один из посевов, лежавших на его пути, пасся в нём и потоптал его. Коня поймали и привели к тому человеку, которому Ормузд поручил наказывать и привлекать к возмещению ущерба тех, которые сами непосредственно или кони которых попортят какой-либо посев. Этот человек, однако, не решился привести в исполнение приказ Ормузда в отношении Хосроя или в отношении кого-либо из его челяди и довёл до сведения Ормузда обнаруженный им факт порчи посева этим конём. Ормузд приказал отрубить коню уши и хвост, а с Хосроя взыскать возмещение причиненного ущерба».
Такая политика Ормизда нашла своё отражение у многих историков и писателей. Абу Ханифа ад-Динавари вложил в уста шаха следующие слова: «Да не съест сильный слабого и да не обманет слабый сильного! Пусть никто из сильных не стремится совершать несправедливость в отношении кого-либо из слабых, ибо это приведёт к ослаблению нашего государства. Да не пожелает никто из слабых людей захвата имущества сильных, ибо это приведёт к распадению того порядка, который мы желаем, исчезновению той основы, на которую мы хотим опереться, и гибели того, к чему мы стремимся. Знайте, о люди, что наша политика заключается в благожелательном отношении к сильным и в повышении их рангов, в милосердии к слабым и защите их, в пресечении притеснения сильных и в насилии над ними».

### Религиозная политика
Подобно своему отцу Хосрову I Ануширвану, Ормизд IV стремился не нарушать сложившегося баланса отношений между христианской и зороастрийской религиями в государстве. Ат-Табари писал:

"Хербеды (зороастрийское жреческое сословие) подали Ормузду заявление с нападками на христиан, а он написал на нём следующее решение: «Как не может устоять престол царства нашего на одних только двух передних ножках, без двух задних, так не может устоять царство наше и не может утвердиться, если мы возбудим против себя живущих в нашей стране христиан и последователей других вероучений, несогласных с нами. Воздержитесь от нападок на христиан и неотступно совершайте дела праведные, дабы узрели это христиане и последователи прочих вероучений, восхвалили вас за это и устремились сердца их к вашему вероучению».
Собор несторианских епископов, открывшийся в 585 году, прославлял шаха: «Особенно же показал обилие милосердия и множество любви к нашему народу христиан, рабов и подданных его владычества». Поддержка, которую шахиншах оказывал несторианам, не могла нравиться магам, тем более что он ограничил права мобедов в делах судопроизводства.

### Отношения с Византией
Вразрез с принятой тогда традицией, Ормизд отказался послать известие о своём вступлении на трон (официальная коронация — 1 июля 579 года) византийскому императору Тиберию II, тем самым с первых дней правления чётко выразив антивизантийскую направленность своей политики. Это могло стать одной из причин негативного отношения к шаху византийских историков, яркий тому пример — уничижительная характеристика, данная ему Феофилактом Симокаттой. Ему вторит и Иоанн Эфесский, как и Феофилакт, современник описываемых событий: «Когда умер царь Хосров, после него воцарился один из его сыновей, по имени Хормизд, который был юноша страстный, грубый, малосообразительный, как об этом говорят его бесстыдные выходки и поясняют самые его дела. Когда он воцарился, он был так горд и неумен, так высокомерен и нахален, что даже не послал ромейскому императору, по царскому обычаю, символа царствования… Этот же неумный гордо говорил: „Для чего я буду посылать подарки моим рабам?“». По свидетельству того же Симокатты, новый шах не захотел заключать с ромеями мир на тех условиях, к которым склонялся было его отец, удручённый ходом кампании в Армении. Переговоры начатые ещё при Хосрове, были прерваны, и летом 579 года армии ромеев «опустошили все плодородные и наиболее цветущие области Персии; проводя все летнее время в избиениях персов, они жестоко разорили посевы и насаждения мидийских областей». Через год магистр войск Востока Маврикий попытался повторить успех, но персы сами напали на византийскую Месопотамию и вынудили имперские легионы вернуться восвояси.
Именно победы ромеев стали причиной того, чтобы летом 582 года император Тиберий II вызвал к себе Маврикия, выдал за него свою дочь и назначил его наследником престола. Став императором после быстрой кончины тестя, Маврикий по-прежнему считал восточные проблемы важнейшими для Византии и снова и снова посылал туда легионы, но военное счастье улыбнулось уже Ирану. Недовольный тем, что персы начали теснить ромеев, император сменил командующего. Осенью 583 года новый магистр войск Востока, зять императора Филиппик, вторгся в окрестности Нисибина, но неудачно. Отступая под натиском персидской армии, ромеи, испытывая недостаток в воде, перебили всех взрослых пленных, которых им было нечем поить. На следующий год уже персидская армия разоряла византийские провинции. Весной 585 года персы предложили ромеям мир, однако Маврикий отказался, считая, что сила пока на его стороне. Не поддались византийцы и на уговоры христианского священника из Нисибина, жители которого (в основном христиане) сильно пострадали от войны.
Сражения на византийско-персидских рубежах — от Сирии до Кавказа — шли с переменным успехом ещё несколько лет, превращая приграничную землю в пустыню; особенно страдали персидские области Бет-Арабайе и Арзанена. Если верить Феофилакту Симокатте, общий перевес был на стороне Византийской империи до конца 580-х годов. Затем персы взяли реванш за былые поражения, подчинив себе дружественные ромеям земли кавказской Свании и взяв в 589 году важную крепость Мартирополь. Но годом позже в кровопролитной битве у Сисавран, близ Нисибина, персы в очередной раз оказались разбиты. Динавари передаёт известие о том, что в конечном итоге Ормизд IV вернул Маврикию города, захваченные Хосровом Ануширваном.

### Война с тюрками
Параллельно с ведением собственных военных действий византийцы подстрекали к нападению на Иран его соседей — арабов, хазар, грузин и тюрок. Особую опасность для персов представляли последние, поскольку от арабов, как правило, удавалось откупиться, а хазарские и грузинские отряды были не слишком сильны. Осенью 589 года сын могущественного тюркского правителя Кара-Чурина, Савэ-шах, двинулся на Иран с огромным войском. Данные о численности тюркской армии историки сохранили фантастические — 300—400 тысяч человек, — но ясно, что она была больше иранской и располагала немалым количеством боевых слонов. По сообщению автора средневековой персидской книги «Фарс-наме», Савэ послал Ормизду письмо, требуя чинить мосты и дороги, по которым тюрки войдут в Ираншахр и проследуют в Византию — союзную им державу.
Пограничные армии отступили под натиском врагов, открыв путь в Хорасан. Но назначенному руководить обороной Бахраму Чубину удалось близ Герата нанести врагам тяжёлое поражение; тюркский царевич, сын павшего в бою Савэ, прибыл в Ктесифон и заключил мир.

### Восстание Бахрама Чубина
Однако эта победа в конечном итоге привела к падению самого Ормизда IV. Бахрам Чубин отказался повиноваться шаху и казнил присланных с приказаниями чиновников, а войска поддержали своего военачальника. Человека, которому было поручено отрешить Бахрама от должности, тот приказал бросить под ноги слону и во главе преданной армии двинулся из Хорасана в Парс.
Средневековые историки донесли до нас несколько версий о причине мятежа. Согласно Динавари (явно симпатизировавшего Бахраму), шах поверил заявлениям царедворцев о том, что победитель прислал в столицу не все сокровища, добытые у тюрков. «Он послал Бахраму ожерелье, женский пояс и веретено и написал ему: „Мне теперь ясно, что из взятой тобой добычи ты прислал мне только малое из многого, но вина в том моя, ибо я же вознёс тебя. Вот, посылаю я тебе ожерелье — возложи его на шею свою, женский пояс — опоясывайся им, и веретено — да будет оно в руках твоих, ибо вероломство и неблагодарность свойственны женщинам“». Когда эти вещи были доставлены Бахраму, он подавил свой гнев и понял, что это произошло от клеветников. Он надел платье на плечи, повязал на талии пояс, взял в руки прялку. Потом он призвал великих из своей свиты и, когда они вошли к нему, он прочёл им адресованное ему письмо царя.

«И когда соратники его это услышали, они пришли в отчаяние от поступка царя и поняли, что он не отблагодарит их за заслуги… Соратники Бахрама сказали ему: „В восстании и выступлении против царя Хормуза ты последуешь за нами, иначе мы свергнем тебя и поставим над собой другого“. Увидев их единодушие в этом решении, он с сожалением, тревогой и отвращением принял их предложение».
Фирдоуси, давая во многом сходную трактовку событий, также упоминает о прялке и женской одежде, но кроме присвоения добычи называет и вторую причину: Бахрам дурно обошёлся с сыном погибшего Савэ, искавшим защиты у Ормизда IV. Феофилакт Симокатта придерживается другой версии. Он пишет:

«Вместе с персидским царем Хосровом Старшим Варам совершил вторжение и в Армению; прославившись своими подвигами на войне, он немного времени спустя был назначен главнокомандующим персидского войска. За короткое время судьба столь высоко подняла его, что он получил звание даригбедума царского стола (ромеи называют его куропалатом). Из-за этого им овладело великое безумие и вследствие своих побед над тюрками он исполнился великими и неудержимыми желаниями, чреватыми стремлениями к власти. Как искру под пеплом скрывая своё желание причинить огорчение царю Хормизду, он хитро приводил в ярость войско, придумывая, что будто бы персидский царь гневается на свою армию, грозит даже смертью вавилонскому войску за поражение, понесённое им в битве у Свании. Он сообщал ему и выдуманные постановления Хормизда, в силу которых якобы уменьшались сравнительно с обычаем раздачи войскам из царских запасов. Из-за этого в войске росло возмущение и расшатывалась дисциплина».
Ясно одно, какие-то унижающие действия со стороны Ормизда IV действительно имели место и окружение Бахрама поддержало мятеж. Прибыв из Хорасана в Рей, Бахрам приказал чеканить здесь монеты от имени наследника престола Хосрова, желая поссорить его с отцом. И действительно, распри в царской семье не замедлили последовать. Хосров нашёл защиту в Адурбадагане, у тамошнего марзабана. Тем временем шах заключил в темницу братьев матери царевича, Виндоя и Вистахма (Биндуй и Бистам у Фирдоуси), а против мятежников Бахрама Чубина послал войско. Однако сторонники Бахрама в этом войске убили своего командира и перешли на сторону восставших.
Мятеж Бахрама усилил недовольство шахом при дворе. Знатные обвиняли Ормизда: «Твои сокровищницы полны золотом, но и слезами полны города и чертоги, поля, долины и усадьбы». Примерно в том же духе свидетельствует Анонимная сирийская хроника, созданная в конце VII века: «… он (то есть Ормизд IV) отяготил податью своих знатных и весь мир». Ещё более определённо о причине восстания сказал ад-Динавари: "Передали они (Виндой и Вистахм) великим: «Избавьтесь от сына турчанки, то есть от царя Хормуза, ибо он казнил лучших из нас и уничтожил нашу знать. Именно он увлекся избранными из-за угнетения ими людей слабых и многих из них убил».
Заговор организовали те, кого шах всю жизнь опасался и преследовал — высшая знать. Выпущенные заговорщиками из тюрьмы Виндой и Вистахм возглавили переворот в столице — 6 февраля 590 года Ормизд IV был свергнут и ослеплён, а прятавшийся в Адурбадагане Хосров объявлен шахом.

### Смерть
Ослеплённого Ормизда IV обильно кормили, но «он встречал всё это как неискреннее и поэтому отвергал, как оскорбление, эту жалость, заслуживающую порицания, это лицемерное благочестие. Это и причинило Хормизду смерть. Он был избит кулаками по животу, а дубинами у него на шее были разбиты позвонки; так горько закончилась жизнь Хормизда». По мнению ад-Динавари, ат-Табари и Фирдоуси, шаха убили Виндой и Вистахм накануне бегства Хосрова II к ромеям.
| Сасаниды                           |                                                     |                        |
| Предшественник: Хосров I Ануширван | шахиншах Ирана и не-Ирана 579 — 590 (правил 11 лет) | Преемник: Бахрам Чубин |